# Naoki Maeda
Naoki Maeda (前田尚紀 Maeda Naoki?)  llamado simplemente Naoki, es un compositor, arreglista y productor musical japonés, conocido por haber sido el compositor de la serie BEMANI de Konami, principalmente para numerosos títulos de Dance Dance Revolution y Beatmania. Posteriormente trabajó para Capcom hasta independizarse.
A pesar de que Naoki ha participado en variados videojuegos como Salamander, su contribución más conocida es en la serie de juegos Bemani: él fue el principal compositor de los juegos Dance Dance Revolution. O su contribución en la comunidad de shinobi life amino. La mayoría de sus canciones son firmadas bajo un seudónimo. El 2012, anunció por Twitter su retiro de Konami para efectuar su carrera solista. El 2013 creó un nuevo juego de Capcom llamado CrossxBeats y el 2019 creó Seven's Code, un juego para teléfonos.

## Naoki: hombre misterioso
Poca información de Naoki ha sido revelada oficialmente: por ejemplo, una entrevista que se realizó a varios productores musicales, publicada en el manual de DDRMAX USA contenía información muy vaga, siendo la menos completa, sin ni siquiera tener su edad y menos cuánto lleva trabajando para Konami, ambas hasta el 2013.
Entre los fanáticos se especula que no es su verdadero nombre; "Naoki M." aparenta ser un anagrama de Konami. Esto ha llevado a pensar que es meramente un apodo. Sin embargo, no hay prueba sólida (excepto de especulaciones) de que en realidad Naoki Maeda no es su nombre real. A partir del hecho de que Maeda es un apellido japonés muy común al igual que el nombre Naoki, es posible que estén viendo solo una coincidencia.

## Seudónimos
Naoki al menos usa dos docenas de nombres para firmar sus trabajos, solo los firma con su nombre los trabajos que realmente le han gustado.
También tuvo su autocompetencia con la serie Tsugaru cuyos seudónimos que Naoki usó son Reven-G y De-Sire

## Acompañantes
A pesar de que escribe canciones instrumentales solo, varias canciones de Naoki llevan lírica, que son cantadas por otros. Entre ellos, generalmente se encuentra Paula Terry y Aaron G. 
El también ha trabajado con otros artistas: fuera de las bandas como BeForU, en donde las chicas como Riyu Kosaka cantaba, o como TËЯRA, en donde jun (Junko Karashima) cantaba, trabajó con Tatsh para crear Red Zone, y con BEMANI Sound Team "dj TAKA" ha trabajado en 革命 (Kakumei?), el primer ENCORE EXTRA que debutó en IIDX 7th Style y en DDRMAX2 al mismo tiempo y un remix de una obra de Frédéric Chopin.

## Canciones Producidas
Son organizadas por "canción (Aparición por entrega:Alias utilizado o artista/banda representada) - comentarios".

### Dance Dance Revolution
- PARANOiA (DDR(1st):180) - X-special disponible; canción debut
- MAKE IT BETTER (DDR(1st) Internet Ranking Ver:mitsu-O!)
- TRIP MACHINE (DDR(1st) Internet Ranking Ver:DE-SIRE) - X-special disponible
- SP-TRIP MACHINE 〜JUNGLE MIX〜 (DDR 2ndMIX:DE-SIRE) - X-special disponible
- MAKE IT BETTER So-REAL Mix (DDR 2ndMIX:mitsu-O! SUMMER)
- PARANOiA MAX 〜DIRTY MIX〜 (DDR 2ndMIX:190) - X-special disponible
- LET THEM MOVE (DDR 2ndMIX:N.M.R.)
- Keep On Movin' (DDR 2ndMIX:N.M.R.)
- BRILLIANT 2U (DDR 2ndMIX) - Stream Special disponible
- AM-3P (DDR 2ndMIX:KTz) - Chaos Special deiponible
- PUT YOUR FAITH IN ME (DDR 2ndMIX:UZI-LAY)
- PUT YOUR FAITH IN ME (Jazzy Groove) (DDR 2ndMIX:UZI-LAY)
- BRILLIANT 2U (Orchestra-Groove) (DDR 2ndMIX)
- END OF THE CENTURY (DDR 3rdMIX:No.9)
- Silent Hill (DDR 3rdMIX: con THOMAS HOWARD)
- AFRONOVA (DDR 3rdMIX:RE-VENGE) - X-special disponible
- DEAD END (DDR 3rdMIX:N&S) - Groove Radar Special disponible
- PARANOiA Rebirth (DDR 3rdMIX:190') - X-special disponible
- La Señorita (DDR 3rdMIX:CAPTAIN.T) - Cantada por Thomas Howard Lichtenstein.
- DYNAMITE RAVE (DDR 3rdMIX) - V1 de esta canción, lo mismo ocurre con su Air Special.
- TRIP MACHINE CLIMAX (DDR 4thMIX:DE-SIRE)
- BURNIN' THE FLOOR (DDR 4thMIX)
- HIGHER (DDR 4thMIX:NM feat. SUNNY)
- HYPNφTIC CRISIS (DDR 4thMIX:BLUE DESTROYERS)
- BABY BABY GIMME YOUR LOVE (DDR 4thMIX:DIVAS)
- MY SUMMER LOVE (DDR 4thMIX:mitsu-O! with GEILA)
- LOVE AGAIN TONIGHT (For Melissa MIX) (DDR 4thMIX:NAOKI feat. PAULA TERRY)
- B4U (DDR 4thMIX) - Voltage Special disponible
- B4U glorious style (DDR 5thMIX)
- ECSTASY (DDR 5thMIX:d-complex)
- Remember You (DDR 5thMIX:NM feat.Julie)
- STILL IN MY HEART (DDR 5thMIX)
- Healing Vision (DDR 5thMIX:DE-SIRE) - X-special disponible
- 祭JAPAN (DDR 5thMIX:RE-VENGE)
- DYNAMITE RAVE (Long ver.) (DDR 5thMIX) - Única versión larga de la versión V1 de esta canción.
- INSERTiON (DDR 5thMIX:NAOKI underground)
- CANDY☆ (DDRMAX:Luv UNLIMITED) - X-special disponible
- exotic ethnic (DDRMAX:RevenG)
- MAX300 (DDRMAX:Ω) - X-special disponible
- D2R (DDRMAX2) - Frezze Special disponible
- rain of sorrow (DDRMAX2:NM feat.EBONY FAY)
- Secret Rendez-vous (DDRMAX2:DIVAS)
- DESTINY (DDRMAX2:NAOKI feat. PAULA TERRY)
- MAXX UNLIMITED (DDRMAX2:Z) - X-special disponible
- TSUGARU (DDRMAX2:RevenG VS DE-SIRE) - Autocompetencia.
- TSUGARU (APPLE MIX) (DDRMAX2:RevenG VS DE-SIRE) - Autocompetencia.
- Silent Hill (3rd christmas mix) (DDRMAX2:con THOMAS HOWARD)
- MY SUMMER LOVE (TOMMY'S SMILE MIX) (DDRMAX2:MITSU-O! with GEILA)
- HIGHER (next morning mix) (DDRMAX2:NM feat. SUNNY)
- ECSTASY (midnight blue mix) (DDRMAX2:d-complex)
- AM-3P (AM EAST mix) (DDRMAX2:KTz)
- CELEBRATE NITE (EURO TRANCE STYLE) (DDRMAX2:N.M.R.)
- BURNIN' THE FLOOR (BLUE FIRE mix) (DDRMAX2)
- Let the beat hit em! 〜CLASSIC R&B STYLE〜 (DDR EXTRA MIX (PSX)/DDRMAX:Stone Bros.)
- TRIP MACHINE survivor (DDR EXTREME:DE-SIRE)
- 1998 (DDR EXTREME)
- bag (DDR EXTREME:RevenG)
- TEARS (DDR EXTREME:NAOKI underground feat. EK)
- HYPER EUROBEAT (DDR EXTREME:NAOKI feat. DDR ALLSTARS)
- Dance Dance Revolution (DDR EXTREME: con DDR ALLSTARS) - X-special disponible
- The legend of MAX (DDR EXTREME:ZZ) - X-special disponible
- PARANOIA survivor (DDR EXTREME:270)
- PARANOIA survivor MAX (DDR EXTREME:290)
- PASSION OF LOVE (DDR STRiKE:NAOKI feat.PAULA TERRY)
- My Only Shining Star (DDR SuperNOVA:NAOKI feat.Becky Lucinda)
- Healing-D-Vision (DDR SuperNOVA:DE-STRAD)
- Fascination MAXX (DDR SuperNOVA:100-200-400)
- CHAOS (DDR SuperNOVA:DE-SIRE retunes)
- TRIP MACHINE PhoeniX (DDR SuperNOVA2:DE-SIRE改)
- COME CLEAN (DDR SuperNOVA (PS2 de EE. UU.)/DDR Supernova2:NM featuring Susan Z) - Cover de la canción de Hilary Duff
- Poseidon (DDR SuperNOVA2:NAOKI underground) - Representa Neptuno
- L'amour et la liberte (Darwin & DJ Silver remix) (DDR SuperNOVA2:NAOKI in the MERCURE) - Representa Mercurio
- Pluto (DDR SuperNOVA2:Black∞Hole) - Representa Plutón
- A Geisha's Dream (DDR X:NAOKI feat. SMiLE.dk)
- will (DDR HOTTEST PARTY/DDR X)
- the beat (DDR HOTTEST PARTY:Sparky)
- Little Steps (DDR HOTTEST PARTY:Freeman)
- Confession (DDR HOTTEST PARTY/DDR(2013):trance star)
- let it out (DDR HOTTEST PARTY:true dreamer)
- Mess With My Emotions (DDR HOTTEST PARTY:Latenighter)
- Heavens and the Earth (DDR HOTTEST PARTY:The Lonely Hearts)
- Moving On (DDR HOTTEST PARTY:J.J. Pops)
- Touchin' (DDR HOTTEST PARTY:The Lonely Hearts)
- I'm Flying Away (DDR HOTTEST PARTY:Stepper)
- Here I Go Again (DDR HOTTEST PARTY:NM feat. Malaya)
- Beautiful Inside (Cube::Hard Mix) (DDR HOTTEST PARTY/DDR X:NM feat. Alison Wade)
- DOUBLE TORNARD (DDR HOTTEST PARTY:evo-X)
- We Will Live Together (DDR HOTTEST PARTY:Happy CoreMAN)
- Pluto The First (DDR HOTTEST PARTY/DDR X2:WHITE WALL) - Representa Plutón
- tokyoEVOLVED (DDR HOTTEST PARTY/DDR X3:NAOKI underground) - Dividida en 3 versiones
- INTO YOUR HEART (Ruffage remix) (ダンスダンスレボリューション フルフル♪パーティー(*)/DDR X:NAOKI feat. YASMINE)
- My Love (ダンスダンスレボリューション フルフル♪パーティー:NM feat.Melissa Petty)
- Open Your Eyes (ダンスダンスレボリューション フルフル♪パーティー:NM feat.JaY_bEe (JB Ah-Fua))
- Racing with Time (NAOKI'S 999 remix) (ダンスダンスレボリューション フルフル♪パーティー:jun feat. Heather Twede (gedis) (Remixed by NAOKI) )
- Closer to my Heart (jun remix) (ダンスダンスレボリューション フルフル♪パーティー:NM feat. Heather Elmer (Remixed by jun) )
- osaka EVOLVED -毎度、おおきに!- (ダンスダンスレボリューション フルフル♪パーティー/DDR X3:NAOKI underground) - Dividida en 3 versiones
- Somehow You Found Me (ダンスダンスレボリューション フルフル♪パーティー/DDR(2013): con DIGI-SEQ-BAND2000)
- STAY (Joey Riot remix) (ダンスダンスレボリューション フルフル♪パーティー: con DANNY D)
- REACH THE SKY (Orbit1 remix) (ダンスダンスレボリューション フルフル♪パーティー: con TAYA)
- LOVING YOU (Epidemik remix) (ダンスダンスレボリューション フルフル♪パーティー/DDR X: con TONI LEO)
- I WANT YOUR LOVE (Darwin remix) (ダンスダンスレボリューション フルフル♪パーティー: con GAV)
- Unity (ダンスダンスレボリューション フルフル♪パーティー:The Remembers)
- Brilliant 2U (ダンスダンスレボリューション フルフル♪パーティー:NAOKI) - Cover exclusivo.
- Keep on movin' (ダンスダンスレボリューション フルフル♪パーティー:NM) - Cover exclusivo.
- CELEBRATE NIGHT (ダンスダンスレボリューション フルフル♪パーティー) - Cover exclusivo.
- FREE (ダンスダンスレボリューション フルフル♪パーティー:NM PROJECT)
- NΦ CRIME (ダンスダンスレボリューション フルフル♪パーティー:SHANADOO)
- resonance (ダンスダンスレボリューション フルフル♪パーティー/DDR X2: NAOKI-EX) - Hecha famosa por T.M.Revolution
- DYNAMITE RAVE（DDR S+/DDR X (US AC)/DDR X2:NAOKI) - V2 de la canción, lo mismo ocurre con su Air Special.
- A Brighter Day (DDR X2:NAOKI feat. Aleisha.G)
- Gotta Dance (DDR X2:NAOKI feat. Aleisha.G)
- You are a Star (DDR X2:NAOKI feat. Anna Kaelin)
- Love Again (DDR X2:NM feat. Mr.E)
- La receta (DDR X2 CS/DDR X2:Cantada por Carlos Coco García)
- Let's Get Away (DDR(PS3)(***)/DDR X3:NAOKI feat. Brenda Burch)
- TIME (DDR 2010/DDR X3:NM feat. Aleisha G)
- Share The Love (DDR(PS3)/DDR X3:con Brenda Burch)
- Find You Again (DDR(PS3)/DDR X3:The W feat. Rita Boudrau)
- Until the End (DDR(PS3)/DDR X3:Philip Webb)
- HEARTBREAK (Sound Selektaz remix) (DDR II/DDR X3:NAOKI ft. Becca Hossany) - Opening de DDR II y X3
- Get Back Up! (DDR II/DDR X3:NMR runners)
- Seule (DDR II/DDR X3:con Preston Powis)
- El ritmo te controla (DDR II:con Jeanette Herrera)
- You (DDR(2013):NM feat. Anjanette Mickelsen) - Canción retiro

### Dance Dance Revolution Solo
- SUPER STAR (Dance Dance Revolution Solo BASS MIX:D.J.RICH feat. Tail Bros.)
- Let the beat hit em! (Dance Dance Revolution Solo BASS MIX:Stone Bros.)
- PARANOIA EVOLUTION (Dance Dance Revolution Solo BASS MIX:200) - X-special disponible
- HYSTERIA (Dance Dance Revolution Solo BASS MIX:NAOKI190)
- DROP OUT (Dance Dance Revolution Solo 2000:NW260)
- CAN'T STOP FALLIN' IN LOVE (Dance Dance Revolution Solo 2000)
- WILD RUSH (Dance Dance Revolution Solo 2000:FACTOR-X)

### Dance Dance Revolution ULTRAMIX
- Brilliant R・E・D (Dance Dance Revolution ULTRAMIX3:NAOKI feat. Tahirih Walker)

### Dance Dance Revolution UNIVERSE
- HOLD YOU IN MY ARMS (Danceforze dream mix) (Dance Dance Revolution UNIVERSE3:NM feat. Asher)
- Kimochi (Dance Dance Revolution UNIVERSE3:NAOKI feat. Melody & Mezzo)
- L.A. EVOLVED (Dance Dance Revolution UNIVERSE3:NAOKIunderground) - Dividida en 3 versiones
- HIT THE GROUND (Alexa Remix) (Dance Dance Revolution UNIVERSE3)

### beatmania IIDX
- LET THE BEAT HIT EM! BASS MIX (beatmania IIDX 2nd style:STONE BROS.)
- DIVE 〜INTO YOUR HEART〜 (beatmania IIDX 6th style:NAOKI feat. PAULA TERRY)
- BALLAD FOR YOU 〜想いの雨〜 (beatmania IIDX 6th style/DDR Supernova:NM feat. Thomas Howard)
- L'amour et la liberte (beatmania IIDX 6th style:NAOKI underground)
- 蒼い衝動 (beatmania IIDX 8th style:NAOKI feat.YUKI) - Escrita por Jun.

- 蒼い衝動 (for EXTREME) (Dance Dance Revolution EXTREME:NAOKI feat.YUKI)

- 桜 (beatmania IIDX 8th style/DDR Extreme:Reven-G)
- Drivin' (beatmania IIDX 8th style:NAOKI feat. PAULA TERRY)
- Be Rock U (1998 burst style) (beatmania IIDX 9th style)
- MARIA (I believe...) (beatmania IIDX 9thstyle/DDR Supernova:NAOKI feat. PAULA TERRY)
- HYPER EUROBEAT (IIDX style) (beatmania II DX 9th style:NAOKI feat. PAULA TERRY)
- Prelude (beatmania IIDX 9thstyle:NAOKI underground)
- 太陽 〜T・A・I・Y・O〜 (beatmaniaIIDX11 IIDX RED:NAOKI feat. 星野奏子)
- NΦ CRIME (beatmania IIDX 16 EMPRESS:C×F)
- DM STAR 〜関西 energy style〜 (beatmania IIDX 18 Resort Anthem)

### pop'n music
- Arrabbiata (pop'n music 10/DDR Supernova2:Reven-G改)
- DDR MEGAMIX (pop'n music 10/DDR A:DDR) - Remezcla de algunas canciones.
- Vairocana (pop'n music 12:五条式改)
- GET WILD (pop'n music 13 カーニバル:NMR)
- UNLIMITED (pop'n music 16 PARTY♪:NMR)

### GITADORA
- HYPNOTICA (GUITARFREAKS)
- When I dream of you (drummania: con Elizabeth & Thomas)
- hypnotheque (GUITAR FREAKS 6thMIX:NM)
- 太陽 〜T・A・I・Y・O〜 (ANOTHER SENSE EDITION) (GuitarFreaksV4 & DrumManiaV4:星野奏子)

### Dance Maniax
- PUT YOUR FAITH IN ME 〜SATURDAY NIGHT MIX〜 (Dance ManiaX:UZI-LAY)
- AFRONOVA PRIMEVAL (Dance ManiaX/DDR 5thMIX:8 bit)
- GORGEOUS 2012 (Dance ManiaX:THE SURRENDERS)
- BAILA! BAILA! (Dance ManiaX:DANDY MINEIRO)
- KEEP ON MOVIN' 〜DMX MIX〜 (Dance ManiaX/DDR Supernova:N.M.R-typeG)
- BROKEN MY HEART (Dance ManiaX/DDR 5thMIX:NAOKI feat.PAULA TERRY)
- Kiss me all night long (Dance ManiaX 2ndMIX/DDR Extreme:NAOKI J-STYLE feat.MIU)
- KISS KISS KISS (Dance ManiaX 2ndMIX/DDR Extreme:NAOKI feat.SHANTI)
- 祭 (J-SUMMER MIX) (Dance ManiaX 2ndMIX/DDR Supernova:RE-VENGE)

### Dancing Stage (**)
- CELEBRATE NITE (Dancing Stage featuring TRUE KiSS DESTiNATiON/DDR 4thMIX:N.M.R)
- SEXY PLANET (Dancing Stage featuring TRUE KiSS DESTiNATiON/DDR 4thMIX:Crystal Aliens)
- MEMORIES (Dancing Stage EuroMix2/DDR Extreme:NAOKI feat.PAULA TERRY)
- VANITY ANGEL (Dancing Stage EuroMix2/DDR Extreme:FIXX)
- CRASH! (Dancing Stage EuroMix2/DDR Extreme:mr.BRIAN & THE FINAL BAND)

### beatmania
- HYSTERIA 2001 (beatmania 6thMIX -THE UK UNDERGROUND MUSIC-/DDRMAX2:NM)
- BABY BABY GIMME YOUR LOVE 2002 (beatmania 7thMIX -keepin' evolution-:DIVAS)
- calling for distiny (beatmania THE FINAL:NM feat.NAPPO)
- birdman (beatmania THE FINAL:NM feat.TIME)

### ParaParaParadise
- LOVE AGAIN TONIGHT -high speed mix- (ParaParaParadise:NAOKI feat. PAULA TERRY)

### jubeat
- Chance and Dice (DDR X:con 日本少年)

### REFLEC BEAT
- Ignition∞Break (REFLEC BEAT limelight)

### Dance Evolution
- A Midnight Rendezvous	(BOOM BOOM DANCE:Shanice)
- KEEP IT REAL (BOOM BOOM DANCE:NAOKI feat. Tiffany)
- INSIDE YOUR MIND　(BOOM BOOM DANCE:Limahl)
- DM STAR (BOOM BOOM DANCE) - Opening de Dance Evolution
- LOVE IS THE POWER -Re:born- (BOOM BOOM DANCE/Dance Dance Revolution X3:NM) - Del relanzamiento del álbum Dance Dance Revolution 2ndMIX soundtrack

### Trabajos con BeforU
- DIVE (Dance Dance Revolution 5thMIX:BeforU)
- DIVE 〜more deep&deeper style〜 (CS Dance Dance Revolution 5thMIX:BeforU)
- Firefly (DDRMAX -Dance Dance Revolution 6thMIX-:BeforU)
- BRE∀K DOWN! (DDRMAX2 -Dance Dance Revolution 7thMIX-:BeforU)
- CANDY♡ (DDRMAX2 -Dance Dance Revolution 7thMIX-:小坂りゆ)
- GRADUATION 〜それぞれの明日〜 (Dance Dance Revolution EXTREME:BeforU)
- LOVE ♡ SHINE (Dance Dance Revolution EXTREME:小坂りゆ)
- TEARS (Dance Dance Revolution EXTREME:NAOKI underground feat.EK)
- Freedom (CS Dance Dance Revolution Party Collection/DDR Supernova:BeforU)
- ☆shining☆ (pop'n music9/DDR X2:りゆ&のりあ)
- ☆shining☆ (GF&dm style) (GUITAR FREAKS 11thMIX &drummania 10thMIX:りゆ&のりあ)

- BRE∀K DOWN! (GF&DM STYLE) (GUITAR FREAKS 8thMIX &drummania 7thMIX:BeforU)
- begin (GUITAR FREAKS 8thMIX &drummania 7thMIX power-up ver.:小坂りゆ)
- チカラ (GUITAR FREAKS 9thMIX &drummania 8thMIX/DDR Supernova:BeforU)
- ヒマワリ (GUITAR FREAKS 10thMIX &drummania 9thMIX/DDR Supernova:RIYU from BeForU)
- シナリオ (Guitar Freaks y DrumMania V:BeforU NEXT)

### Trabajos como TERRA
La lista de canciones se encuentra en el artículo de TЁЯRA y firmadas bajo TЁЯRA WORKS.

### Trabajos con otros artistas
- 20,november -DDR VERSION- (Dance Dance Revolution 2ndMIX:N.M.R. feat. DJ nagureo)
- Jam Jam Reggae (AMD SWING MIX) (Dance Dance Revolution 3rdMIX:RICE.C feat. jam master'73) - con DJ nagureo
- LUV TO ME (AMD MIX) (Dance Dance Revolution 3rdMIX:DJ KAZU feat. tiger YAMATO)
- gentle stress (AMD SEXUAL MIX) (Dance Dance Revolution 3rdMIX:MR.DOG feat. DJ SWAN)
- GRADIUSIC CYBER (AMD G5 MIX) (Dance Dance Revolution 3rdMIX:BIG-O feat. TAKA) - con dj TAKA
- Don't Stop! 〜AMD 2nd MIX〜 (Dance Dance Revolution 4thMIX:Dr.VIBE feat. JP miles) - con dj TAKA
- Get me in your sight 〜AMD CANCUN MIX〜 (Dance Dance Revolution 4thMIX:SYMPHONIC DEFOGGERS with 1479) - con SYMPHONIC DEFOGGERS
- DO ME (H.I.G.E.O. MIX) (Dance Dance Revolution 4thMIX:MUSTACHE MEN) - con Kenneth Gamble y Leon A.Huff
- THEME FROM ENTER THE DRAGON 〜Revival 2001 MIX〜 (Dance Dance Revolution 4thMIXPLUS:MUSTACHE MEN) - con Kenneth Gamble y Leon A.Huff
- 革命 (beatmania IIDX 7thStyle/DDR MAX2:dj TAKA with NAOKI) - Competencia de estilo entre Naoki y Taka; X-special disponible
- I Was The One (80's EUROBEAT STYLE) (beatmania II DX 9th style:good-cool/remixed by NAOKI) - con good-cool
- RED ZONE (beatmania IIDX 11 IIDX RED/DDR Supernova/jubeat saucer:Tatsh & NAOKI) - Competencia de Naoki y Tatsh
- DEEP ROAR (beatmania IIDX 13 DistorteD:NAOKI & Tatsh) - (Remix de Brilliant R・E・D)
- Treasure×STAR（beatmania IIDX 14 GOLD CS:NAOKI & Ryu☆ fw. さちまゆ）- con Ryu☆
- 香港☆超特急Z（GuitsrFreaks V2、DramMania V2:明星有限公司）
- ENTER THE DRAGON (G'z Island Mix) (Dance ManiaX 2ndMIX:B3-PROJECT) - con LALO SCHIFRIN
- CAN'T STOP FALLIN' IN LOVE -super euro version- (ParaParaParadise/DDR Supernova:NAOKI with Y&Co.)
- DYNAMITE RAVE 〜super euro version〜 (ParaParaParadise/DDR Supernova:NAOKI with Y&Co.)
- 國府田マリ子 Twinbee Vocal Paradise featuring Mariko Kouda/ Track.02：Magical Melody

### Dancemania SPEED
Algunos trabajos provienen de la serie de discos "Dancemania SPEED"
- BRILLIANT 2U (K.O.G G3 Mix) (Dancemania SPEED4, SPEED BEST 2001:NAOKI) - Aparece en DDRMAX2.
- DYNAMITE RAVE (B4 ZA BEAT Mix) (Dancemania SPEED4, SPEED BEST 2001:NAOKI) - Aparece en DanceManiax y DDRMAX2.
- CAN'T STOP FALLIN' IN LOVE (Ventura Hyper Mix) (Dancemania SPEED6:NAOKI) - Aparece en DDR 5thMIX (fue renombrado a CAN'T STOP FALLIN' IN LOVE (SPEED MIX) en su lugar)
- B4U (B4 ZA BEAT MIX) (Dancemania SPEED7, SPEED G, HAPPY SPEED:NAOKI) - Aparece en DDRMAX2 (solo Challenge).
- STILL IN MY HEART (MOMO Mix) (Dancemania SPEED8, SPEED G:NAOKI) - Aparece en DDRMAX2.
- BURNIN' THE FLOOR (Momo Mix) (Dancemania SPEED9:NAOKI) - Aparece en DDR EXTREME.
- CANDY☆ (Planet Remix) (Dancemania SPEED10, SPEED G, HAPPY SPEED:LUV UNLIMITED)
- CELEBRATE NITE (Planet Lution Remix) (Dancemania SPEED G2, HAPPY SPEED:N.M.R.)

### CROSS×BEATS
- some day（instrumental）
- some day-see you again-
- DYNAMITE SENSATION
- AKATSUKI
- NEXT FRONTIER
- NEXT FRONTIER -TRUE RISE-
- Rebellion
- A×E×U×G -act.1-

### crossbeats REV.
- DYNAMITE SENSATION REV. （NAOKI feat. Hyphen）
- BLUE DESTINY BLUE （NAOKI feat. Florence McNair）

### SEVEN's CODE
- キミと見た夢 (HARZiNA)
- SEVEN ～漆戒～ (NAOKI feat. 小坂りゆ) - Opening N.º 1
- REDRAVE (Tatsh & NAOKI feat. Kent Alexander)
- 12 (NAOKI feat. 小坂りゆ) - Opening N.º 2
- paradox (NAOKI feat. 小坂りゆ) - Opening N.º 3
- paradox -2045弐型- (NAOKI feat. 小坂りゆ)
- R4U (NAOKI vs Cranky)
- MAX SBY -428- (Ωr)
- immaculate (NAOKI feat. 星野奏子) - Ending N.º 1 y 2
- immaculate(Reincarnation EDIT) (NAOKI feat. 星野奏子) - Ending N.º 3 al 6
- Eternity (RICO) - Ending N.º 7
- appearance (RICO)

### STEPMANIAX
- BU-44 (NAOKI)
- Twelve (true fix) (小坂りゆ)
- The judgement day (NAOKI feat. 小坂りゆ)

### Pump It Up PHOENIX
- CHAOS AGAIN (NAOKI underground -Ω-)

### Otros trabajos
- SILENT HILL 〜Tell Me You Love Me For Christmas〜 (NAOKI'S PREMIUM TRACKS:THOMAS HOWARD)
- Tangerine Stream -The catastrophe- (dj TAKA first album 「milestone」:NAOKI underground)
- KANSAI EVOLVED -OSAKA STYLE- (KONAMI♪MUSICフルALBUM:NAOKI underground)

#### Andamiro
- Pump It Up PHOENIX